# 1743 en arts plastiques
| Années des arts plastiques : 1740 - 1741 - 1742 - 1743 - 1744 - 1745 - 1746    |
| Décennies des arts plastiques : 1710 - 1720 - 1730 - 1740 - 1750 - 1760 - 1770 |

Apollon et Daphné, par Tiepolo (v. 1743–1744).

Cette page concerne l'année 1743 en arts plastiques.

## Œuvres
- La famille de Philippe V, huile sur toile de Louis-Michel van Loo.

## Naissances
- 9 mars : Johann Kaspar Füssli, peintre entomologiste et libraire suisse († 4 mai 1786),
- 28 mars : Dominique Doncre, peintre français († 11 mars 1820),
- 6 juin : Anicet Charles Gabriel Lemonnier, peintre d’histoire français († 17 août 1824),
- 24 juillet : Giocondo Albertolli, architecte, sculpteur, décorateur et peintre italien d'origine suisse († 15 novembre 1839),
- 2 août : Louis Marie Sicard, peintre miniaturiste français († 18 juillet 1825).
- ? :
  - Antoine Babron, peintre de genre, miniaturiste et aquarelliste français ( † 30 juin 1784),
  - George Cuitt l'Ancien, peintre britannique († 1818).
  - Giovanni David, graveur et peintre italien († 1790),
  - Jean-Laurent Mosnier, peintre et miniaturiste (portrait) français († 10 avril 1808),

## Décès
- 3 janvier : Ferdinando Galli da Bibiena, peintre, architecte de style baroque, théoricien de l'art et scénographe italien (° 19 août 1657),
- 9 mars : Giuseppe Zola, peintre baroque italien (° 5 mars 1672),
- 20 avril : Alexandre-François Desportes, peintre français (° 1661),
- 3 juin : Robert van Audenaerd, graveur né à Gand et actif à Rome († 30 septembre 1663),
- 9 octobre : Wenzel Lorenz Reiner, peintre et fresquiste de Bohème († 8 août 1689),
- 14 septembre : Nicolas Lancret, peintre français (° 22 janvier 1690),
- 1er novembre : Eustache Restout, architecte, graveur et peintre français (° 12 novembre 1655),
- 18 décembre : Michele Marieschi, peintre et graveur vénitien (° 1er décembre 1710),
- 29 décembre : Hyacinthe Rigaud, peintre français (° 18 juillet 1659),
- ? décembre : Fra Galgario, peintre italien (° 4 mars 1655),
- ? :
  - Giovanni Cinqui, peintre italien (° 1667),
  - Girolamo Donnini, peintre baroque italien de l'école bolonaise (° 18 avril 1681),
  - Antonio Filocamo, peintre baroque italien (° 1669),
  - Paolo Filocamo, peintre baroque italien  (° 1688),
  - Litterio Paladino, peintre italien  (° 1691),
  - Giovanni Tuccari, peintre italien (° 1667).